# Nylende
Nylende är en tätort i Fredrikstads kommun i Østfold fylke i sydöstra Norge. Orten ligger vid fylkesväg 112, norr om staden Fredrikstad.
Tidigare har orten tillhört dåvarande Rolvsøy kommun.